# Île Dundee
Pour les articles homonymes, voir Dundee (homonymie).
L'île Dundee est une île de l'océan Austral du groupe des îles Joinville, au nord-est de l'extrémité de la péninsule Antarctique. Elle est située à 63° 30′ S, 55° 55′ O.
C'est une île couverte de glace. Elle a été découverte lors de la Dundee Whaling Expedition le 8 janvier 1893 par le capitaine Thomas Robertson qui lui a donné le nom de son port d'attache Dundee duquel son bateau était parti en compagnie de trois autres navires à la recherche de baleines.
C'est de cette île que le milliardaire américain Lincoln Ellsworth accompagné du pilote Herbert Hollick-Kenyon s'envole le 23 novembre 1935 pour la première traversée de l'Antarctique en avion.